# João Roiz de Castel-Branco
João Roiz de Castel-Branco (* Mitte des 15. Jahrhunderts in Castelo Branco, Portugal; † 1515 ebendort) war ein bedeutender portugiesischer Dichter der Renaissance.
Er war Höfling am Hofe König Dom Manuels I. und als Buchhalter in Guarda an königlichen Gehöften bis zu seinem Tod tätig. Der verheiratete Adlige hinterließ einige Verse, die 1516 im Cancioneiro Geral von Garcia de Resende erschienen. Sein berühmtestes Werk „Cantiga sua partindo-se“ wurde von Alain Oulman zum Fado Portugues umgewandelt. Das Gedicht gehört zu den schönsten Gedichten portugiesischer Sprache.
Beigesetzt ist er in der Kirche Santa Maria in seiner Heimatstadt. Eine Schule in Castelo-Branco ist nach ihm benannt. Im Parque dos Poetas in Oeiras wird zusammen mit anderen auch ihm gedacht. Außerdem ist das Musikensemble der Stadt Castelo-Branco nach ihm benannt. 